# Centraltheater (Leipzig)

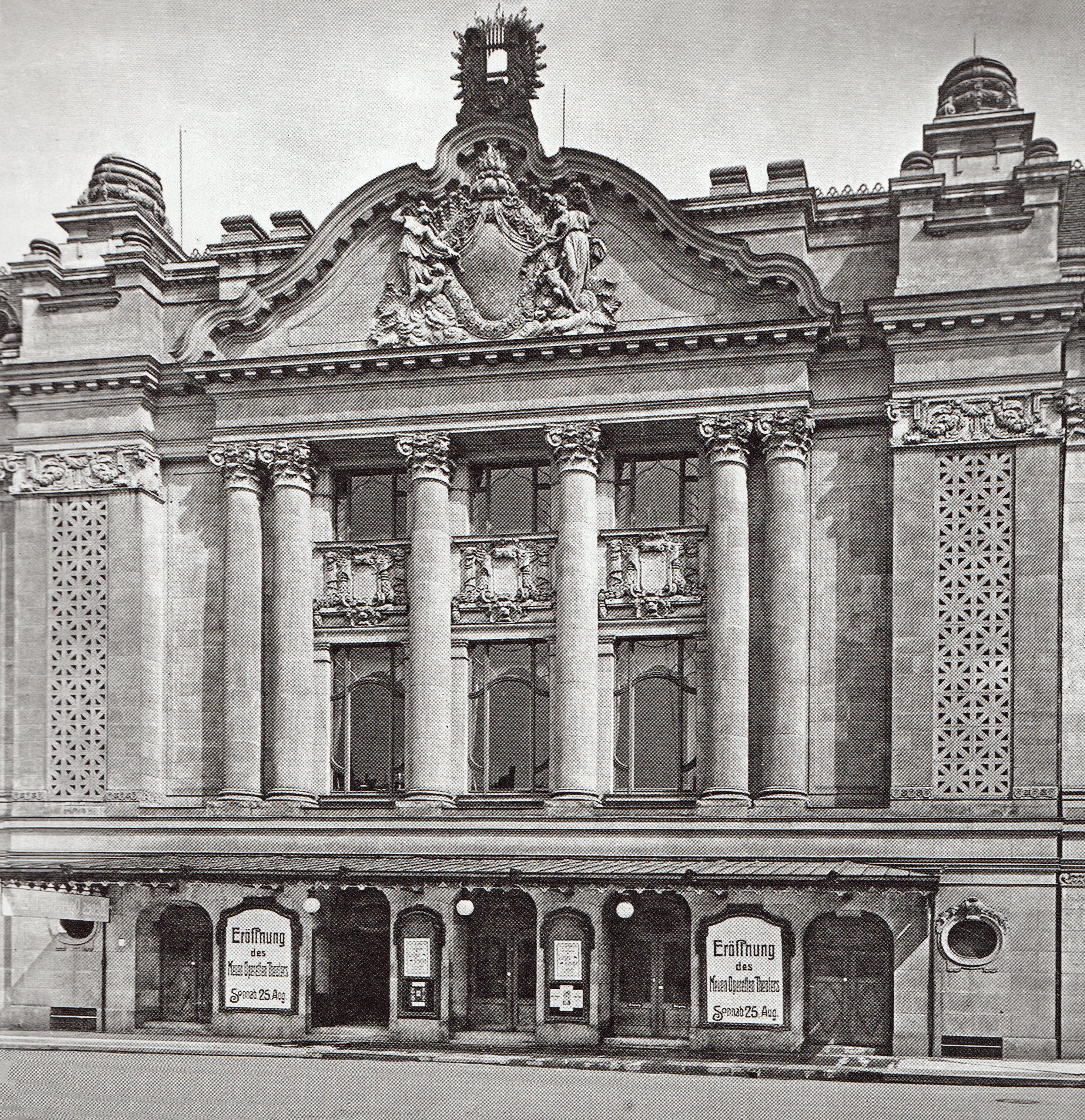
Portal des Centraltheaters (1906)

Das Centraltheater in Leipzig war ein von 1902 bis 1943 bestehender Gebäudekomplex mit Theatersaal, Konzertsaal und gastronomischen Einrichtungen. Nach Übergangslösungen steht an seiner Stelle seit 1957 das Schauspielhaus.

## Lage und Beschreibung
Das Centraltheater erstreckte sich längs der Bosestraße zwischen Thomasring (seit 1917 Dittrichring) und Poniatowskistraße (seit 1934 Gottschedstraße) und entlang der letztgenannten beiden Straßen. Das im Stil der Historismus errichtete Gebäude hatte eine Grundfläche von 4386 m² und war drei- und teilweise viergeschossig mit 14 Fensterachsen plus Portal zur Bosestraße und 7 bzw. 9 zu den beiden anderen.

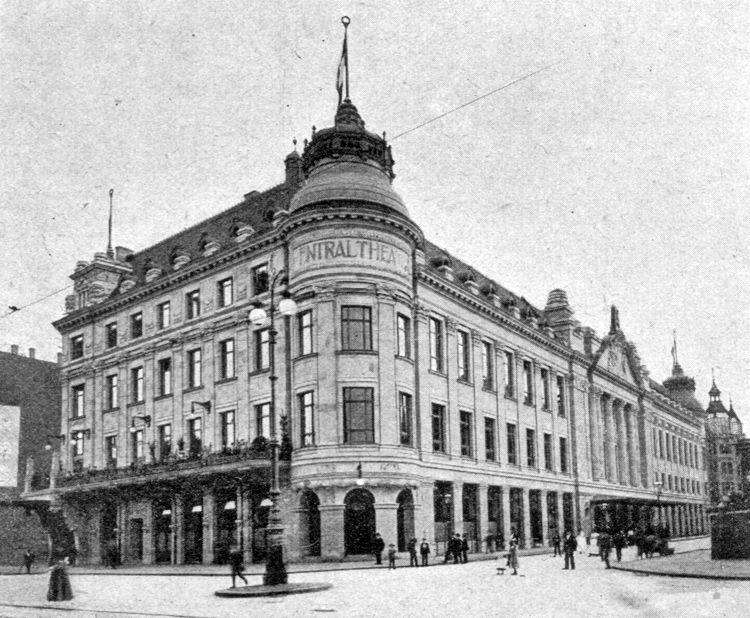
Thomasring / Bosestraße (1902)
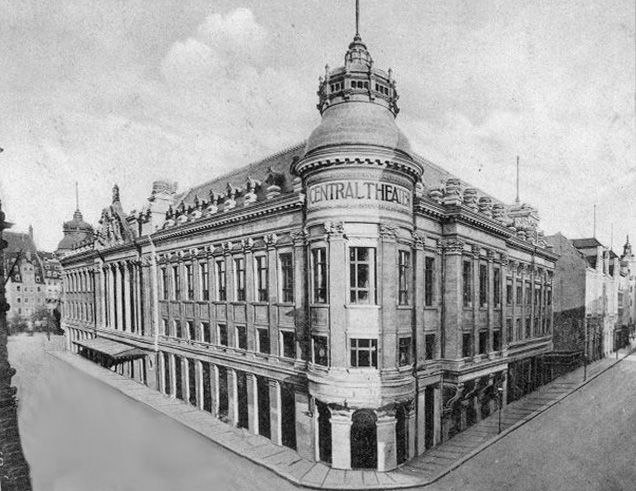
Bose- / Poniatowskistraße (1910)

Die beiden Ecken waren als Runderker mit kleinem Turmaufbau ausgebildet. Das Hauptportal in der Bosestraße war ein flacher Mittelrisalit mit vier Säulen und einem Ziergiebel. Der von hier aus erreichbare Theatersaal hatte im Parkett, in zwei Rängen und in Proszeniumslogen insgesamt 1852 Plätze. Nach der Poniatowskistraße befand sich über Geschäften und der Künstlerklause der Festsaal mit maurischen Verzierungen und Platz für 1152 Personen. Hier fanden Konzerte, Vorträge und Vereinsversammlungen statt. Am Thomasring lag der Restaurationstrakt mit Weinrestaurant, Café-Kabarett, Tanz-Casino, Wiener Café „Grinzing“, der Hafenschänke. drei Kegelbahnen im Keller und einer Dachterrasse.

## Geschichte
1898/1899 war entlang des Thomasrings der Pleißemühlgraben überwölbt und in diesem Zusammenhang das Place de repos abgerissen worden.
Am 14. August 1900 wurde die Leipziger Centraltheater AG mit dem Ziel gegründet, das Gelände des ehemaligen Kleinbosischen und späteren Lehmannschen Gartens entlang der Bose- bis zur Poniatowskistraße zu erwerben und darauf ein großes Theatergebäude zu errichten. Mit der Planung wurden die beiden Leipziger Architekten August Hermann Schmidt (1858–1942) und Arthur Johlige (1857–1937) beauftragt, und bereits vom 28. bis zum 30. August 1902 konnten die Einweihungsfeierlichkeiten stattfinden.

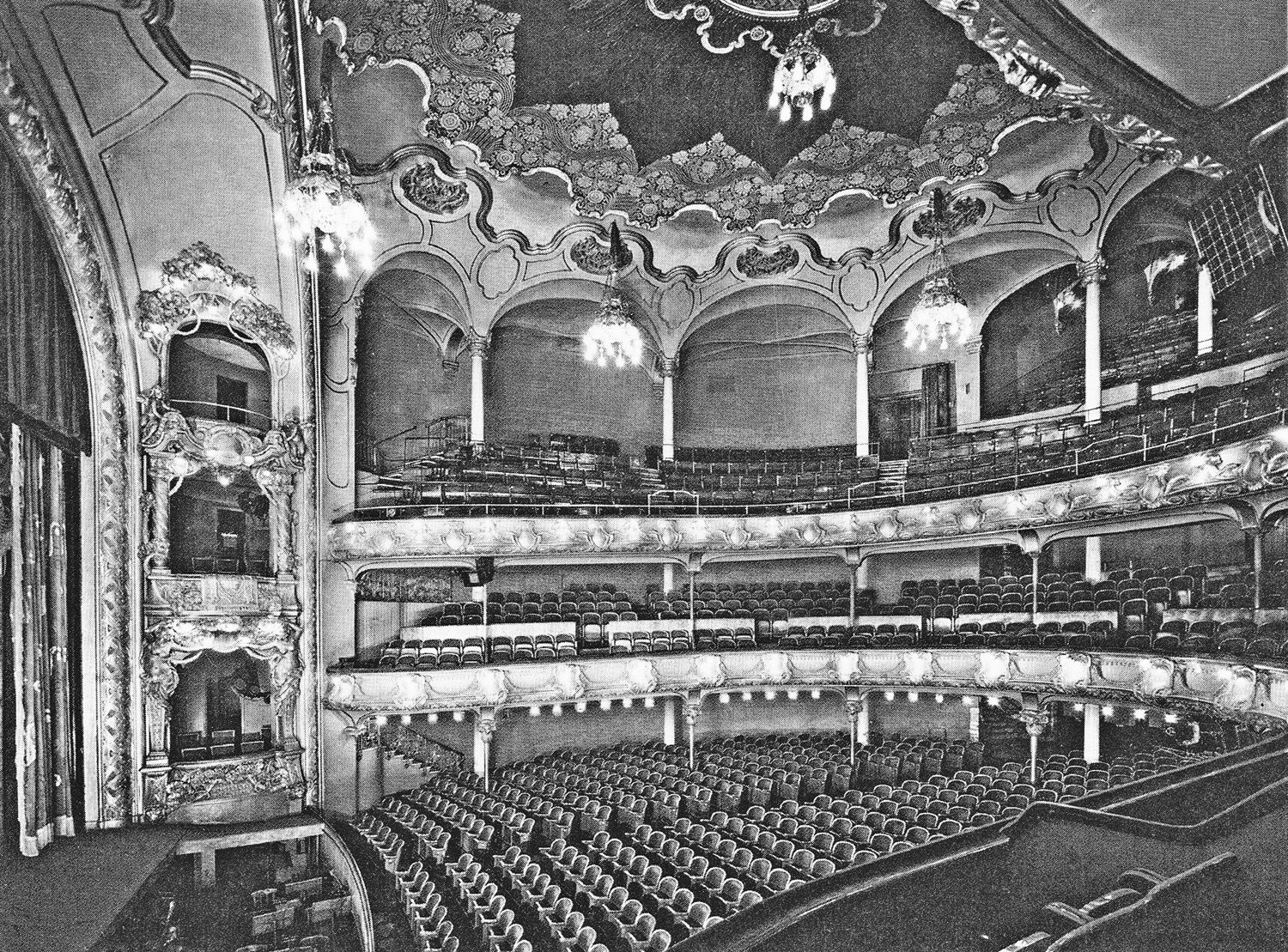
Theatersaal (1940)
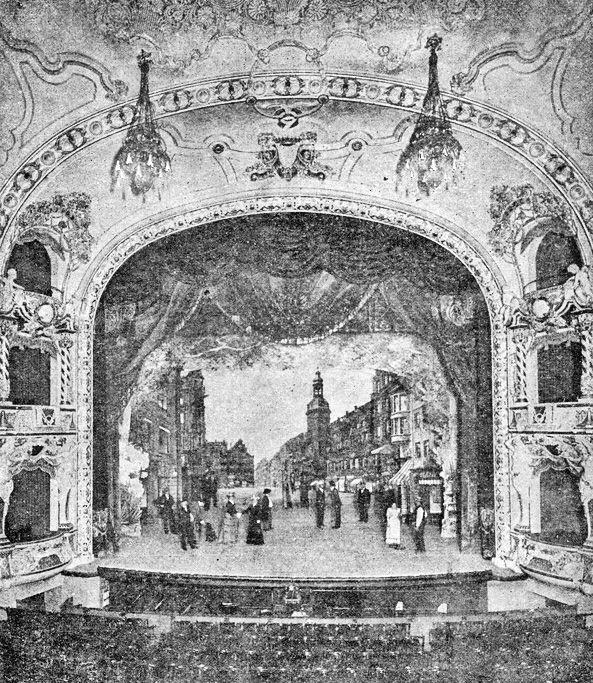
Bühne

Zu Beginn wurde das Centraltheater als Varieté im weitesten Sinne betrieben: Artistik, dressierte Tiere, Gesang und Tanz, Kabarett. Es gastierten der Berliner Zirkus Schumann und das Überbrettl mit seinem musikalischen Leiter Oscar Straus (1870–1954).
1904 pachtete der Schauspieler Anton Hartmann (1860–1912) das Theater und legte es mit seinem Leipziger Schauspielhaus in der Sophienstraße zusammen. 1905 ließ er eine ganze Serie von Operetten im Centraltheater mit großem Erfolg aufführen. Die ökonomische Ausbeute konnte er in die Aufführung zeitgenössischer Dramatik in seinem Schauspielhaus stecken. Deshalb machte er das Centraltheater zur reinen Operettenbühne, der ersten in der Stadt, und eröffnete am 26. August 1906 das Neue Operettentheater Leipzig mit Herman Haller (1871–1943) als Direktor ab 1908. Im Oktober 1906 dirigierte Franz Lehar (1870–1948) zehn Tage im Operettentheater, unter anderem die Uraufführung seiner Operette Der Schlüssel zum Paradies.
Nach einer schweren Erkrankung Hartmanns pachtete die Stadt Leipzig 1912 das Operettentheater, das in der Folge neben Berlin und Wien einen  bedeutenden Rang in der deutschsprachigen Operettenszene einnahm. Dafür sorgten unter anderem die Dirigate von Robert Stolz (1880–1975), Eduard Künneke (1885–1953), Victor Holländer (1866–1940) und Jean Gilbert (1879–1942) sowie die Auftritte von Richard Tauber (1891–1948), Fritzi Massary (1882–1969) und Anny Ahlers (1902–1933). 1927 wurde mit No, No, Nanette das erste Musical in Leipzig aufgeführt.
1924 hatte die Stadt Leipzig den Pachtvertrag aufgegeben, und die Centraltheater AG verpflichtete nacheinander die Direktoren James Klein, Curt Olfers und Viktor Ernst. 1931 erwarb das Leipziger Bankhaus Kroch die Aktienmehrheit an der Centraltheater AG und führte den Betrieb als GmbH weiter. Geschäftsführer wurde der Kaufmann und langjährige Bankhausmitarbeiter Johannes Merz. Als nach der Machtübernahme der Nazis die Enteignung des jüdischen Bankhauses Kroch drohte, übertrug die Bank das Centraltheater an Merz, der durch seinen Eintritt in die NSDAP die „Arisierung“ des Theaters und damit auch seinen Spielbetrieb sicherte, natürlich ohne jüdische Künstler.
Beim Luftangriff auf Leipzig am 4. Dezember 1943 wurde der gastronomische Gebäudetrakt am Dittrichring direkt getroffen, und das Operettentheater brannte aus. Der Operettenspielbetrieb wurde im Festsaal an der Gottschedstraße fortgesetzt, bis dieser beim Angriff vom 20. Februar 1944 auch Feuer fing. Nun erfolgte bis zur kriegsbedingten Gesamteinstellung des Theaterbetriebs am 1. September 1944 der Umzug ins Volkshaus.
Nach dem Krieg zog die Operette an den Lindenauer Markt (heute Theater der Jungen Welt). Johannes Merz gelang es, den Festsaal des Centraltheaters wiederherzurichten, sodass hier nach Anmietung durch die Stadt am 19. Dezember 1945 das Schauspiel Leipzig eröffnen konnte. Merz wurde im Zuge der Entnazifizierungsverfahren enteignet und drei Jahre im Lager Mühlberg inhaftiert.
Von 1954 bis 1957 wurde nach Plänen eines Architektenkollektivs unter Leitung von Karl Souradny (1904–1973) die restliche Ruine des Centraltheaters zum Schauspielhaus in seiner heutigen Form ausgebaut. In einem Restitutionsverfahren kam es 2002 zu einem Vergleich zwischen der Familie Kroch und der Stadt Leipzig. Während der Intendanz von Sebastian Hartmann (* 1968) von 2008 bis 2013 hieß das Schauspielhaus wieder Centraltheater.